# Robert Reichert (Fußballspieler)
Robert Reichert (* 28. Dezember 1967) ist ein ehemaliger deutscher Fußballspieler.
Der Mittelfeldspieler Reichert kam 1992 zu Rot-Weiss Essen. In der ersten Saison stieg der Verein direkt in die 2. Bundesliga auf. In der Folgesaison bekam Rot-Weiss Essen die Lizenz entzogen, woraufhin der er im Sommer 1994 zum SC Paderborn 07 in die Regionalliga Südwest (dritthöchste Spielklasse) wechselte. Im Sommer 1995 wechselte er zum FC Gütersloh, wo er im Jahr 2000 dann seine Profikarriere beendete.
Sein wohl größter sportlicher Erfolg war das Erreichen des DFB-Pokalfinals 1993/94 mit Rot-Weiss Essen. Das Finale gegen Werder Bremen spielte er über die volle Distanz (Endergebnis: 3:1 für Bremen).
In seiner Karriere als aktiver Fußballspieler spielte er 25 mal in der 2. Bundesliga (kein Tor).
Reichert war bis zum Ende der Saison 2012/13 Trainer bei den Sportfreunden Königshardt in der Bezirksliga in Oberhausen. Außerdem spielt Reichert in der Traditionsmannschaft von Rot-Weiss Essen.